# Haliscera conica
Haliscera conica är en nässeldjursart som beskrevs av Ernst Vanhöffen 1902. Haliscera conica ingår i släktet Haliscera och familjen Halicreatidae. Inga underarter finns listade i Catalogue of Life.